# Alfred Schoebel
Pour les articles homonymes, voir Schoebel.
Alfred Schoebel, né le 14 mai 1911 à Strasbourg et mort le 16 octobre 2000 à Menucourt, est un nageur français.

## Biographie
Alfred Schoebel dispute les séries de qualification du 200 mètres brasse aux Jeux olympiques d'été de 1932 à Los Angeles ; il ne parvient pas à se qualifier pour la finale, terminant troisième de sa série.
En 1933 et en 1934, il est sacré champion de France en bassin de 50 m du 200 mètres brasse alors qu'il est licencié au Sporting club universitaire de France (SCUF). Il a aussi évolué en équipe de France de water-polo, connaissant sa première sélection en 1930 en Allemagne.

Le 2 juillet 1934, il épouse Berthe Schwartz.
Après la Seconde Guerre mondiale il enseigne la natation à l'École normale supérieure d'éducation physique et sportive avec son frère Emile. Ensemble, ils assurent le fonctionnement de la plage d'Annecy et sont à l'origine de la traditionnelle traversée du lac.
Président jusqu'en 1993 de la Fédération des internationaux du sport français fondée le 6 décembre 1974, il fait partie de la promotion 2008 des « Gloires du sport ».